# Hai Bà Trưng (phường)
Hai Bà Trưng là một phường thuộc thành phố Phúc Yên, tỉnh Vĩnh Phúc, Việt Nam. Phường được thành lập năm 2024 trên cơ sở sát nhập 2 phường cũ Trưng Trắc và Trưng Nhị.

## Địa lý
Phường Trưng Trắc nằm ở trung tâm thành phố Phúc Yên, có vị trí địa lý:
- Phía đông giáp phường Phúc Thắng
- Phía tây giáp phường Tiền Châu
- Phía nam giáp phường Hùng Vương
- Phía bắc giáp các phường Trưng Nhị và Phúc Thắng.

Phường có diện tích 0,97 km², dân số năm 2003 là 8.168 người, mật độ dân số đạt 8.400 người/km².

## Lịch sử
Phường được thành lập vào ngày 9 tháng 12 năm 2003 trên cơ sở điều chỉnh 97,24 ha diện tích tự nhiên và 8.168 người của thị trấn Phúc Yên.